# OPS 9794
O OPS 9794 (também conhecido como NAVSTAR 8), foi um satélite estadunidense de navegação por satélite. Foi lançado em 14 de julho de 1983, da base de lançamento aeroespacial de Vandenberg, Estados Unidos.